# Verdwijning van Anny Heyligers
De verdwijning van Anny Heyligers is een onopgeloste vermissingszaak uit 1966. De destijds 23-jarige Anny van der Groen-Heyligers verdween op 30 november 1966 uit haar appartement op de Boutenslaan in Eindhoven. Anno 2025 is dit een van de oudste cold case-vermissingszaken van Nederland.

## Verdwijning
Op 30 november 1966 kwam luitenant Ben van der Groen thuis van zijn werk. Bij thuiskomst constateerde hij dat er een pan met aardappelen op het fornuis stond, maar zijn vrouw Anny was niet thuis. Dat was vreemd omdat het 14-maanden oude zoontje van het echtpaar nog wel in de woning aanwezig was. Anny was ondanks het gure weer zonder winter- of regenjas naar buiten gegaan, en had geen persoonlijke bezittingen of geld meegenomen. Ook haar sigaretten lagen nog thuis, terwijl Anny een kettingrookster was. 
Het gezin Van der Groen had een inwonende kamerbewoonster, die Anny om half 2 die middag nog had gezien en toen naar school is gegaan.
Later die dag heeft Anny bezoek gehad van een loodgieter, Wim S., een man die een beruchte seriemoordenaar bleek te zijn, en voor meerdere moorden werd veroordeeld, waaronder die op Rienja Shewpersadsingh.  
's Middags om half 4 zag iemand haar voor het laatst. Terwijl het weer met een harde, ruwe wind, regen en sneeuw uiterst onaangenaam was, liep Heyligers over straat gekleed in slechts een rode lange broek en een blauwe bloes. Nadien is nooit meer iets van haar vernomen.  
Rond 8 uur 's avonds, toen Heyligers nog steeds niet was teruggekeerd, belde Ben van der Groen met de politie om melding te maken van de vermissing.

## Onderzoek
Snel na de aangifte van vermissing kwam de Eindhovense politie in actie. Er werd via Interpol een internationaal opsporingsbericht verspreid en rechercheurs reisden direct naar België, Frankrijk en Duitsland om contacten te leggen met buitenlandse collega's. In wateren in de directe omgeving van de woning van Heyligers werd gedregd. Ook werd in riolen gezocht naar het lichaam van Heyligers. Toen Heyligers negen maanden vermist was, werd haar foto op televisie vertoond. Het leverde een stroom aan tips op, maar niet de tip die tot de oplossing van de zaak heeft geleid.
Er werden in totaal meer dan 1.000 personen in het dossier verhoord. Ook Wim S. werd tijdens het politieonderzoek gehoord, maar hij ontkende iets met de verdwijning te maken te hebben. In 2021 verklaarde een oud-rechercheur dat de recherche ervan overtuigd was dat Wim S. achter de verdwijning van Heyligers zat. Het Openbaar Ministerie had echter onvoldoende bewijs om hem voor dit feit te kunnen vervolgen. 